# Нижегородская область (РСФСР)
Нижегоро́дская область — несостоявшееся в итоге наименование нового административно-территориального объединения РСФСР, создаваемого Постановлением Президиума ВЦИК от 14 января 1929 года.
Согласно постановлению, с 1 октября 1929 года на основе территорий Нижегородской и Вятской губерний, Марийской и Вотской автономных областей, Муромского уезда Владимирской губернии создавался новый регион РСФСР — Нижегородская область.
Однако, 15 июля 1929 года Президиум ВЦИК выпустил новое постановление, согласно которому наименование будущего региона РСФСР менялось с Нижегородской области на Нижегородский край.